# Comuna Kîrîlo-Hannivka, Zinkiv
Kîrîlo-Hannivka (în ucraineană Кирило-Ганнівка) este o comună în raionul Zinkiv, regiunea Poltava, Ucraina, formată din satele Iațîne-Okari, Kîrîlo-Hannivka (reședința), Makuhî, Mîkolaiivka, Romanî și Șevcenkî.

## Demografie
Componența lingvistică a comunei Kîrîlo-Hannivka
     Ucraineană (97,28%)
     Rusă (2,59%)
     Alte limbi (0,12%)
Conform recensământului din 2001, majoritatea populației comunei Kîrîlo-Hannivka era vorbitoare de ucraineană (97,28%), existând în minoritate și vorbitori de rusă (2,59%).